# اسکویی
اِسکویی (به انگلیسی: Skweee) نوعی موسیقی است که خاستگاه آن سوئد و فنلاند است. این سبک از ترکیب «لیدها» و «بیس های» سبک‌های سینث‌پاپ و چیپ تیون، با ریتم هائی شبیه به سبک فانک، ریتم اند بلوز یا سول پدید آمده‌است. قطعات در این سبک عموماً سرتاسر بی کلام هستند، گرچه در این موضوع استثناء هم وجود دارد.
نام «اِسکویی» اولین بار توسط دنیل ساویو، یکی از بنیان‌گذاران این سبک ابداع شد. این نام اشاره به واژه انگلیسی اسکوییز (به انگلیسی: Squeeze) دارد که به معنای فشردن است؛ در عمل این نام به جایی برمی گردد که هنرمندان از سینث‌سایزرهای قدیمی استفاده می‌کردند و آن‌ها را تحت فشار قرار می‌دادند تا جالب‌ترین صداهای ممکن را تولید کنند.
تنظیم کنندگان امروزی سبک اسکویی، اعم از تازه‌کار یا کهنه‌کار، تنظیم کنندگانی با تجربه از دسته هنرمندان سبک الکترو و الکترونیکا و اهل اسکاندیناوی هستند.

## اِسکویی و داب استپ
اِسکویی در اواخر سال ۲۰۰۸ و اوایل سال ۲۰۰۹ شروع به تأثیرگیری از سبک داب استپ کرد، بحثی که در سایت انجمن داب استپ آغاز شده بود همگان را از سبک اسکویی آگاه کرد؛ از میان دیگران، تنظیم کنندگانی چون روسکو و جوکر دست به کار ساخت قطعاتی در مرز بین سبک اسکویی و داب استپ شدند که پخش آثار مختلفی در این حیطه را به دنبال داشت. شکاف میان اسکویی و داب استپ بعداً توسط هنرمندانی مانند دی جی پونتیفیکیت و کوهمو با اثری تحت عنوان «اسکوییال» پر شد.